# Nemophora degeerella
Nemophora degeerella — вид метеликів родини довговусих молей (Adelidae).

## Поширення
Вид поширений майже по всій Європі та у Малій Азії. Присутній у фауні України.

## Опис
Розмах крил самця 18-20 мм, самиці — 15-18 мм. Передні крила блискучі, золотисто-коричневі, з візерунком з темно-коричневих і фіолетових жилок. Блискучо-жовта перев'язь, що перетинає передні крила, облямована з обох сторін вузькими фіолетово-металевими чорнуватими смужками. Задні крила темно-фіолетово-сірі або коричневі. Голова іржаво-жовта. Вусики самця приблизно в 4 рази довші за тіло, вусики самиця — в 1,5 рази; у самця вусики білі, коричневі біля основи, у самиці — коричневі з білою вершиною.
Гусениці до 8 мм завдовжки, жовтувато-білі, голова і потиличний щиток чорні або коричневі, спинки другого і третього грудних члеників з сірими плямами.

## Спосіб життя
Метелики літають у травні-червні. Трапляються у вологих широколистяних лісах. Самиці відкладають яйця на листя трав'янистих рослин. Гусениці живуть з вересня по квітень. Розвиваються на поверхні ґрунту серед опалого листя в широкому плоскому чохлику, склеєному зі шматочків листя і травинок, якими вони живляться.